# شهرستان پیر-دو-سورل
شهرستان پیر-دو-سورل (به انگلیسی: Pierre-De Saurel Regional County Municipality) یک منطقهٔ مسکونی در کانادا است که در ناحیه مونترژی واقع شده‌است. شهرستان پیر-دو-سورل ۶۳۹٫۰۰ کیلومتر مربع مساحت و ۵۰٬۹۰۰ نفر جمعیت دارد.